# Indragiri Hilir
Indragiri Hilir is een regentschap in de provincie Riau op het eiland Sumatra, Indonesië. Het regentschap heeft een oppervlakte van 11.606 km² (waarvan 6318 km² zee is) en heeft ongeveer 624.450 inwoners. De hoofdstad van Indragiri Hilir is Tembilahan.
Indragiri Hilir grenst in het noorden aan het regentschap Pelalawan, in het oosten aan de provincie Kepulauan Riau (Riouwarchipel), in het zuiden aan het regentschap Tanjung Jabung (provincie Jambi) en in het westen aan het regentschap Indragiri Hulu.
Het regentschap is onderverdeeld in 17 onderdistricten (kecamatan):
- Batang Tuaka
- Enok
- Gaung
- Gaung Anak Serka
- Kateman
- Kemunig
- Keritang
- Kuala Indragiri
- Mandah
- Pelangiran
- Pulau Burung
- Reteh
- Tanah Merah
- Teluk Belengkong
- Tembilahan
- Tembilahan Hulu
- Tempuling